# 모터사이클 뉴스
《모터사이클 뉴스》(영어: Motor Cycle News)는 영국 피터버러에 본사를 둔 바우어 컨슈머 미디어에서 발행하는 영국 주간 오토바이 신문이다.